# Museu Fitzwilliam
El Museu Fitzwilliam és el museu d'art de la Universitat de Cambridge fundat el 1848. Es troba al carrer Trumpington de Cambridge, Anglaterra.

## Història
El museu va ser fundat per Richard Fitzwilliam (7è vescomte Fitzwilliam) (1745-1816), un gran col·leccionista. Quan va morir, va llegar els seus treballs i una gran quantitat de diners per construir un museu. Es construirà i s’inaugurarà el 1848, en forma de gran temple neoclàssic.

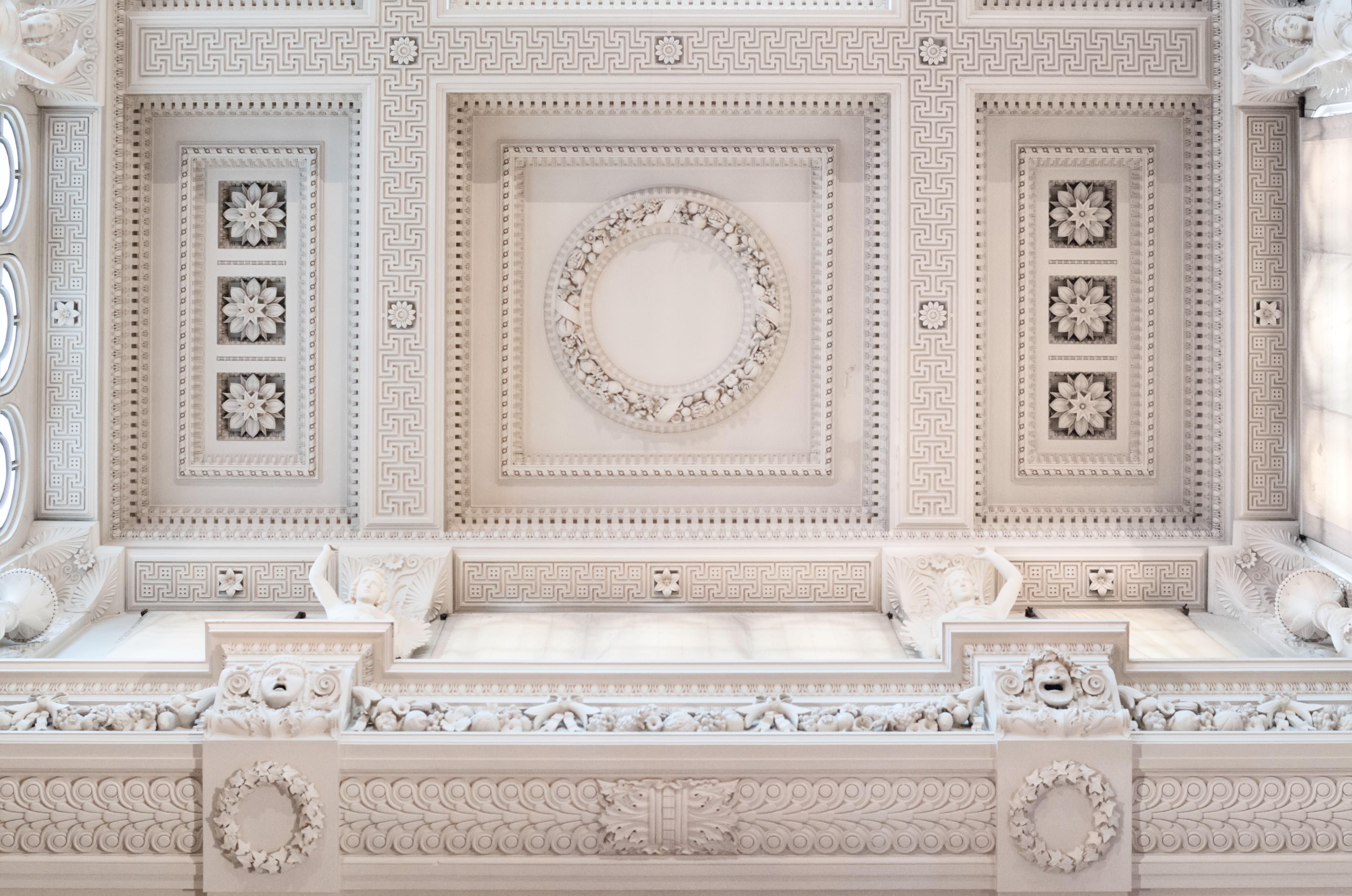
Plafó
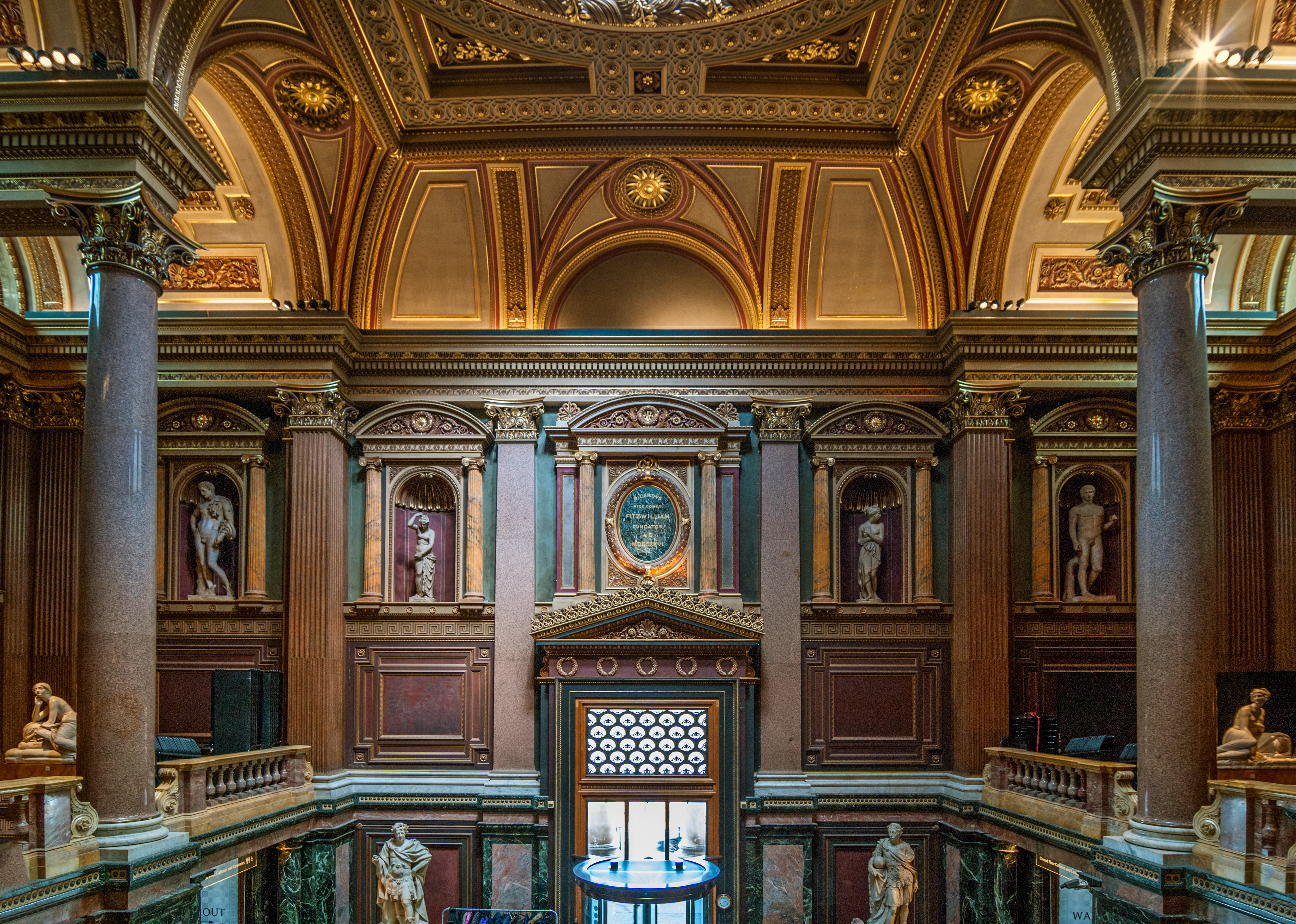
Interior
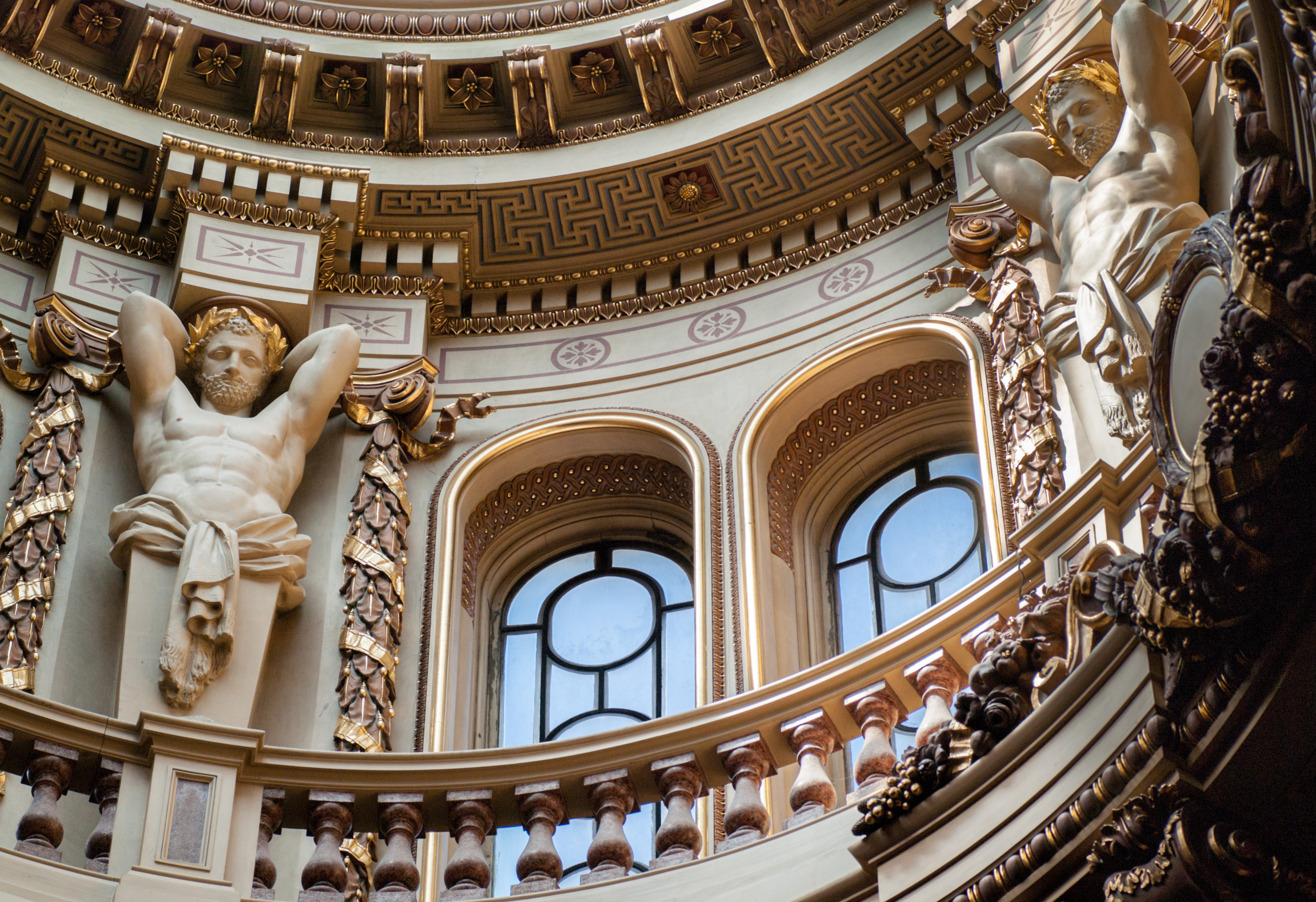
Cúpula
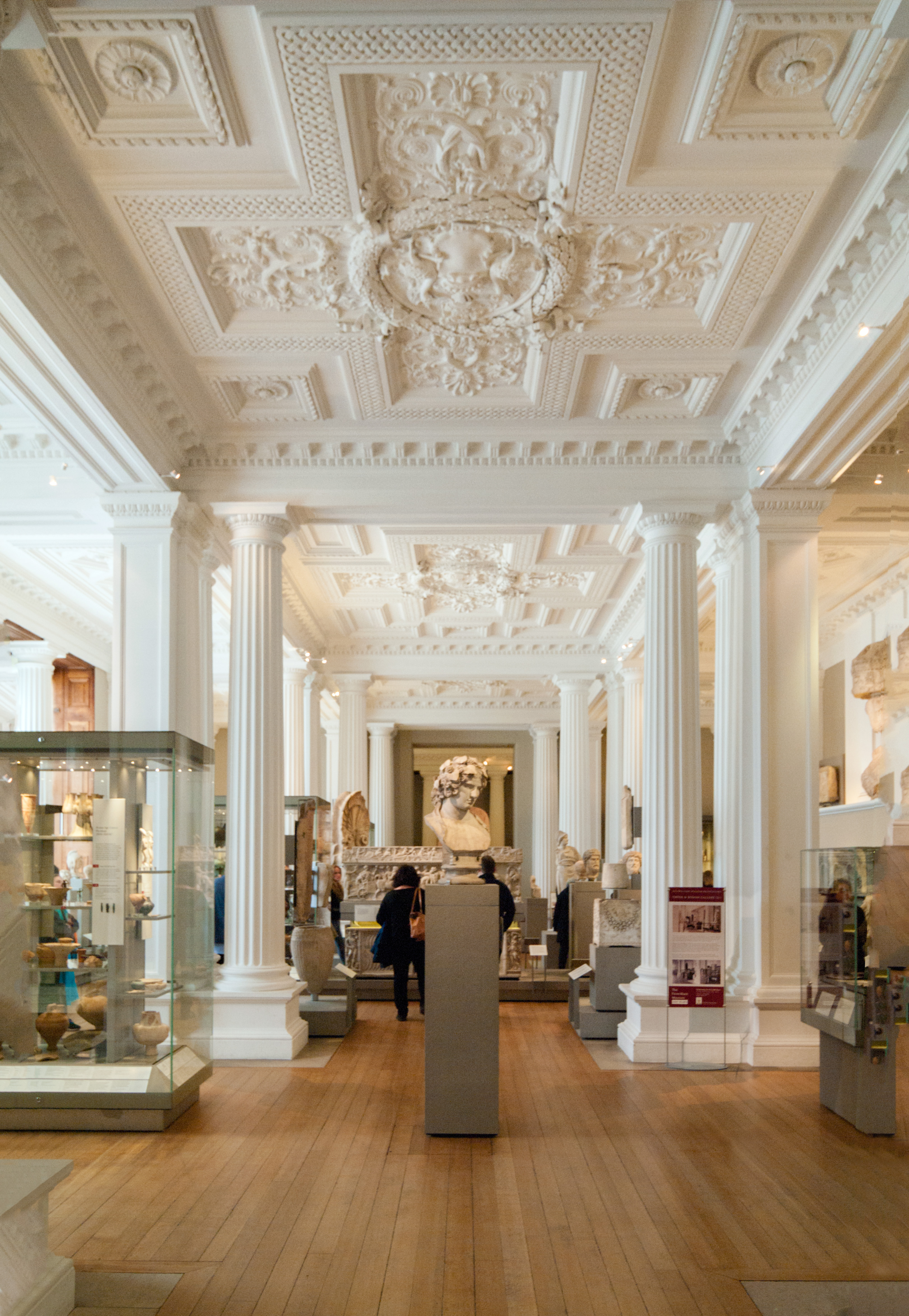
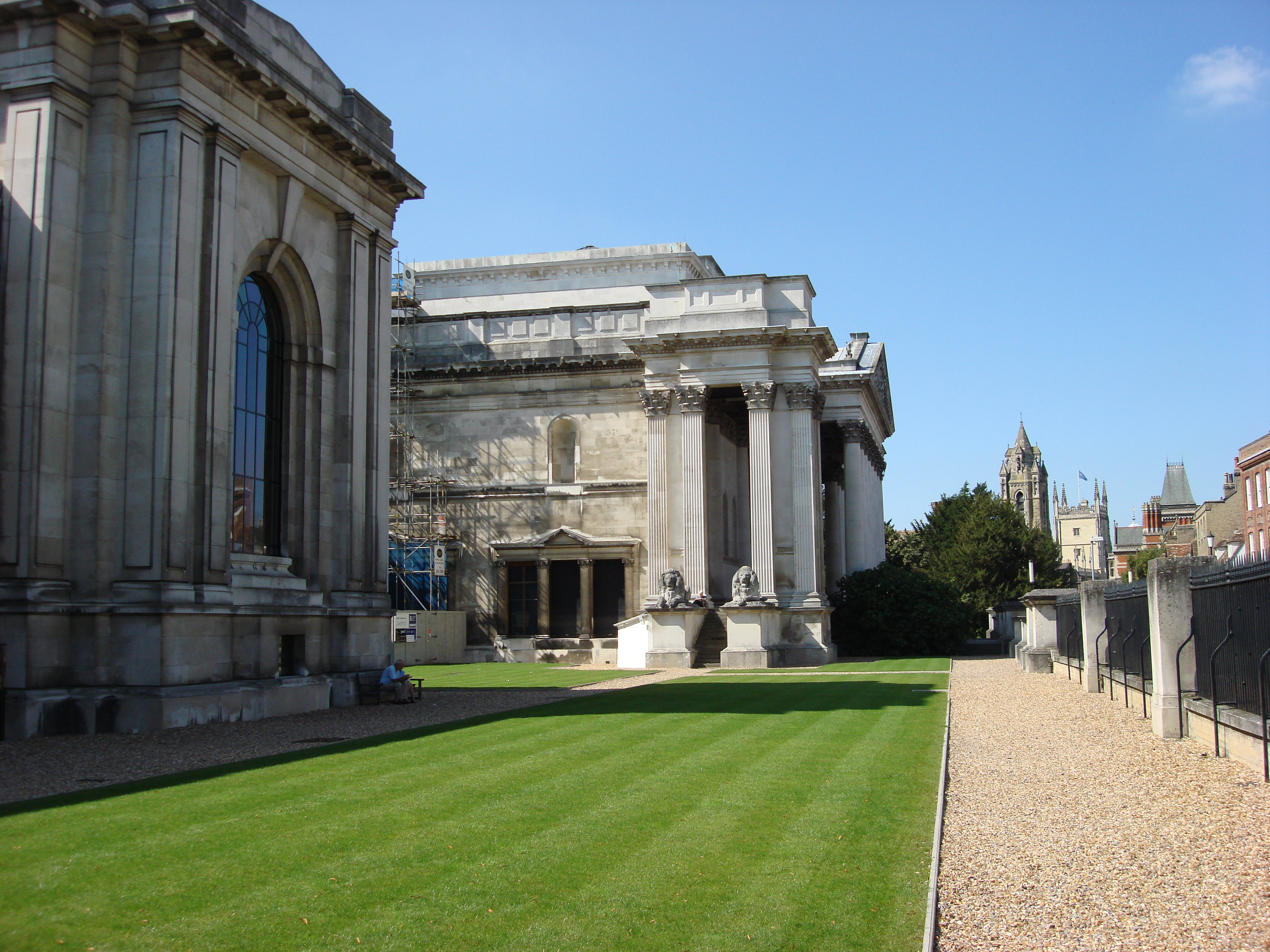

## Col·leccions
La pintura italiana forma el nucli de la col·lecció, amb obres de Domenico Veneziano, Ticià, Veronese, Palma el Vell, Guido Reni. La col·lecció de pintures angleses del segle xix és excepcional, i també hi ha obres impressionistes franceses. La galeria Rothschild alberga manuscrits il·luminats, ivoris, esmalts i teles.
- Filippo Lippi (1406-69): Tríptic de la Mare de Déu de la Humilitat amb Sants
- Giovanni Battista Pittoni (1727-29): Un monument al·legòric a Sir Isaac Newton
- Domenico Veneziano (1410-61): L'Anunciació (1445)[2]
- Palma el Vell (1480-1528): Venus i amor (1524)
- Marten Jacobszoon Heemskerk van Veen (1498-1574): Autoretrat al Coliseu (1553)[3]
- Tiziano Vecellio conegut com a Ticià (1488-1576):
  - El rapte de Lucrècia o Tarquin i Lucrècia (1571)[4]
  - Venus i Amor amb un llaüt
- Paolo Caliari conegut com a Véronèse (1528-1588): Hermès, Hersé i Aglauros (1584)
- Nicholas Hilliard Henry Percy, 9è Comte de Northumberland (1595)
- Pietro da Cortona: La vocació de Sant Pere i Sant Andreu (1626-1630)
- William Hogarth: El jutge (?) ; Abans i després, quadres (1731)
- Samuel Palmer (1805-1881): The Magic Apple Tree, cap al 1830, tinta marró i aquarel·la, 17 x 28 cm,
- Ludovic-Rodo Pissarro (1878-1952): Escena de carrer, estampa,
- Maurice Asselin (1882-1947): Vaixells, oli sobre tela.

## Galeria

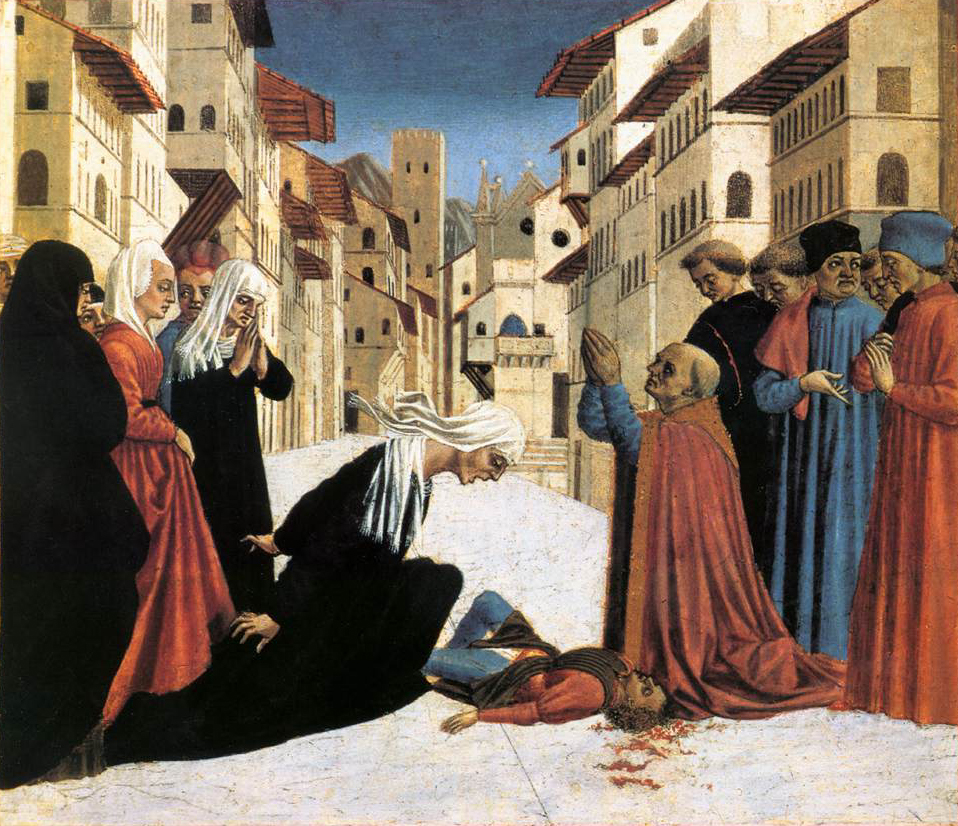
El Miracle de Santa Zenòbia
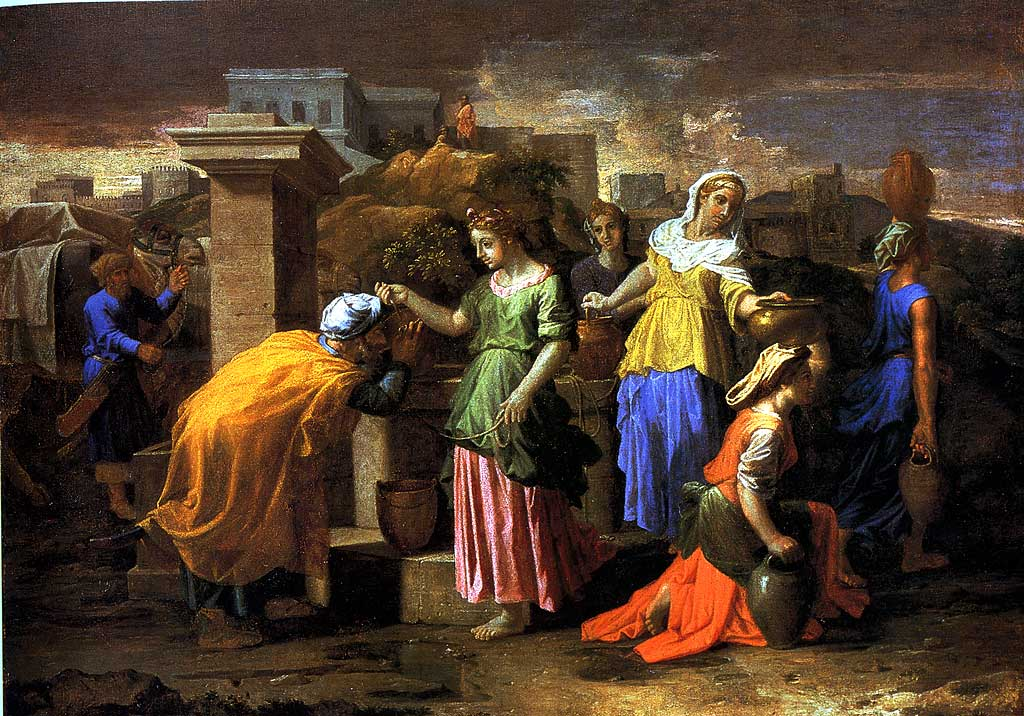
Nicolas Poussin: Eliezer i Rebecca
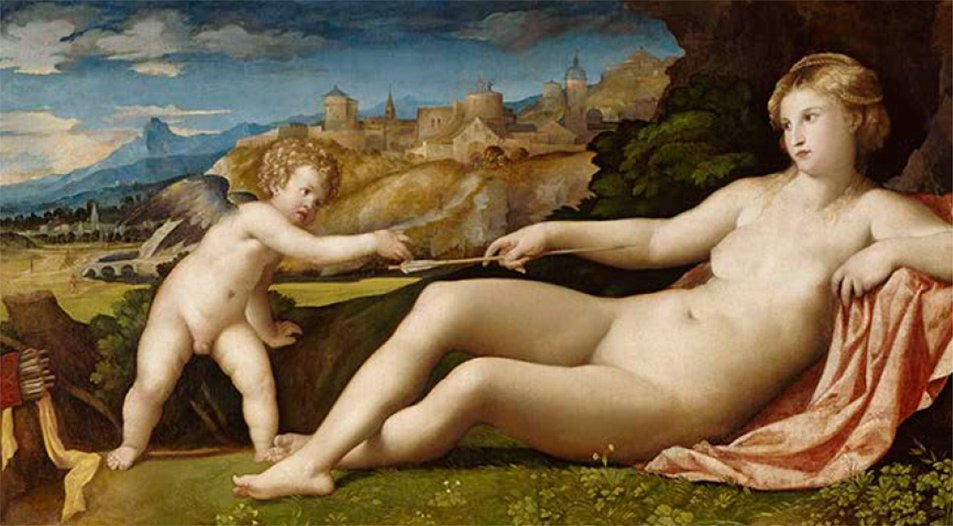
Palma el vell: Venus i Cupido
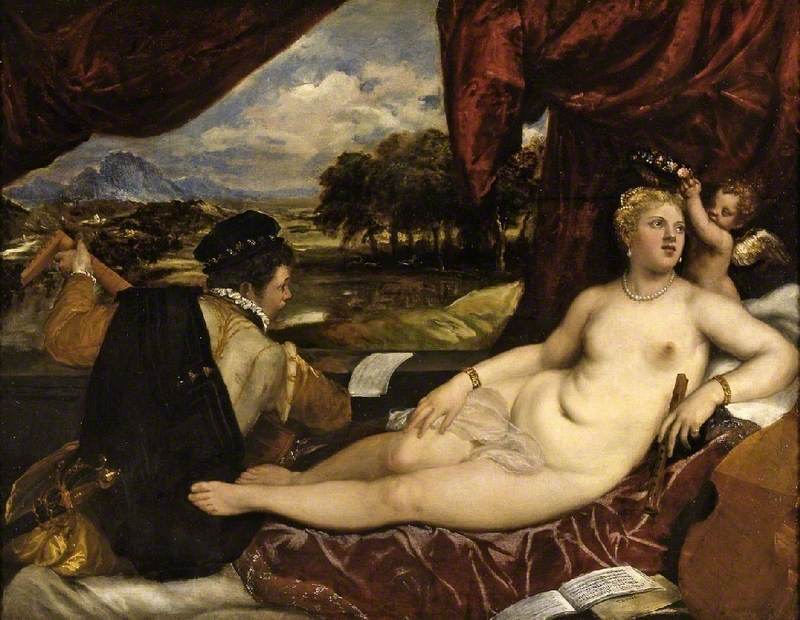
Ticià: Venus i el llaüt
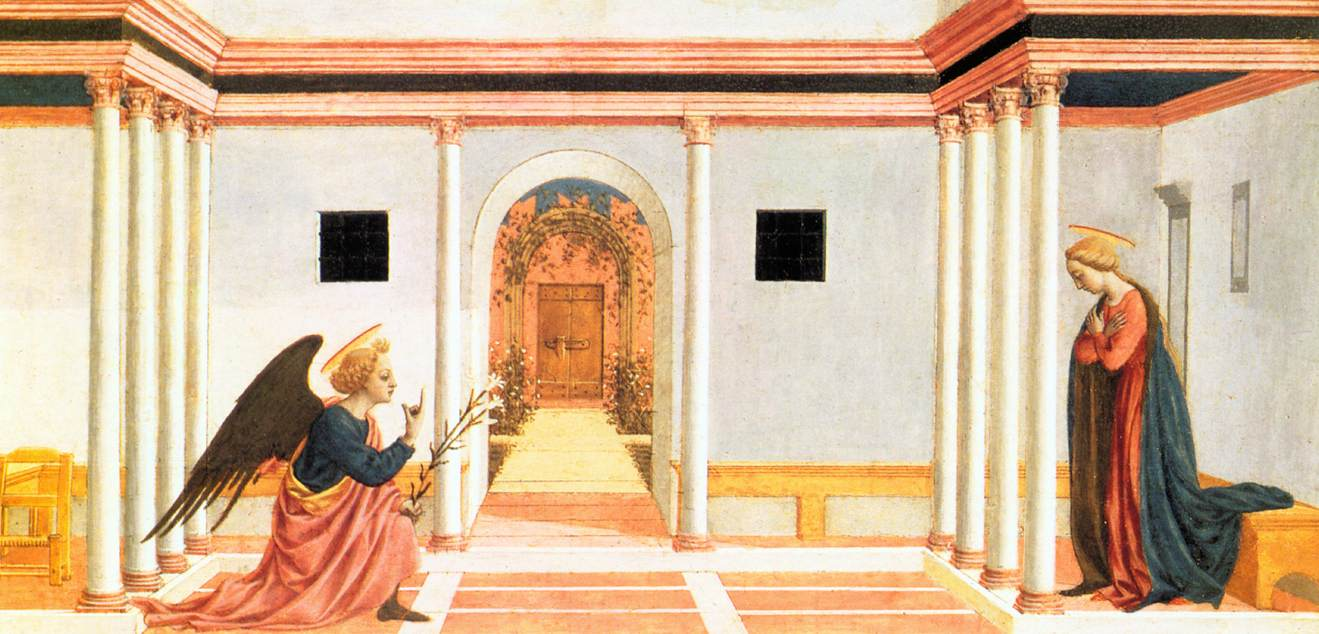
Domenico Veneziano: L'Anunciació
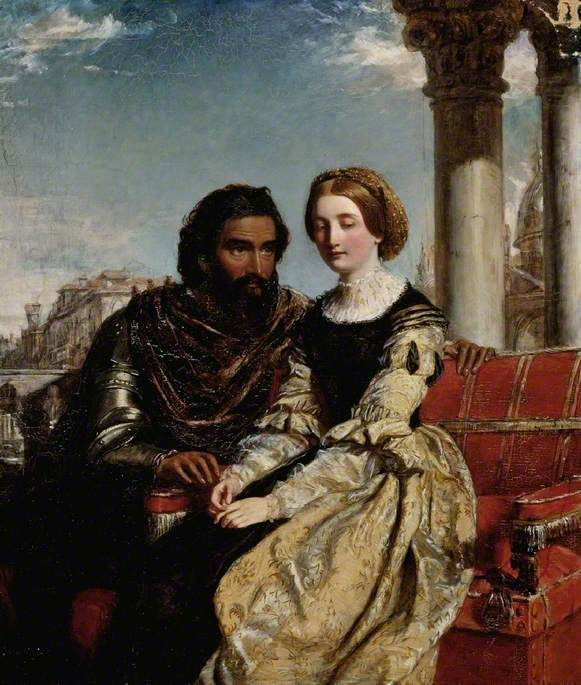
William Powell Frith: Otelo i Desdemona
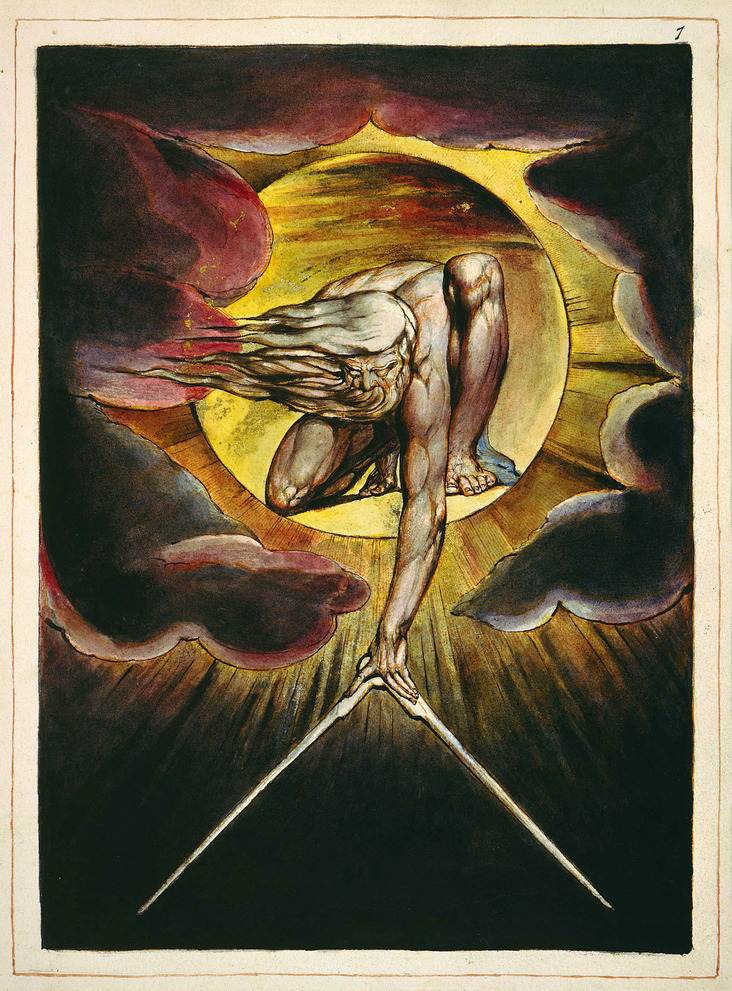
William Blake: Profecia
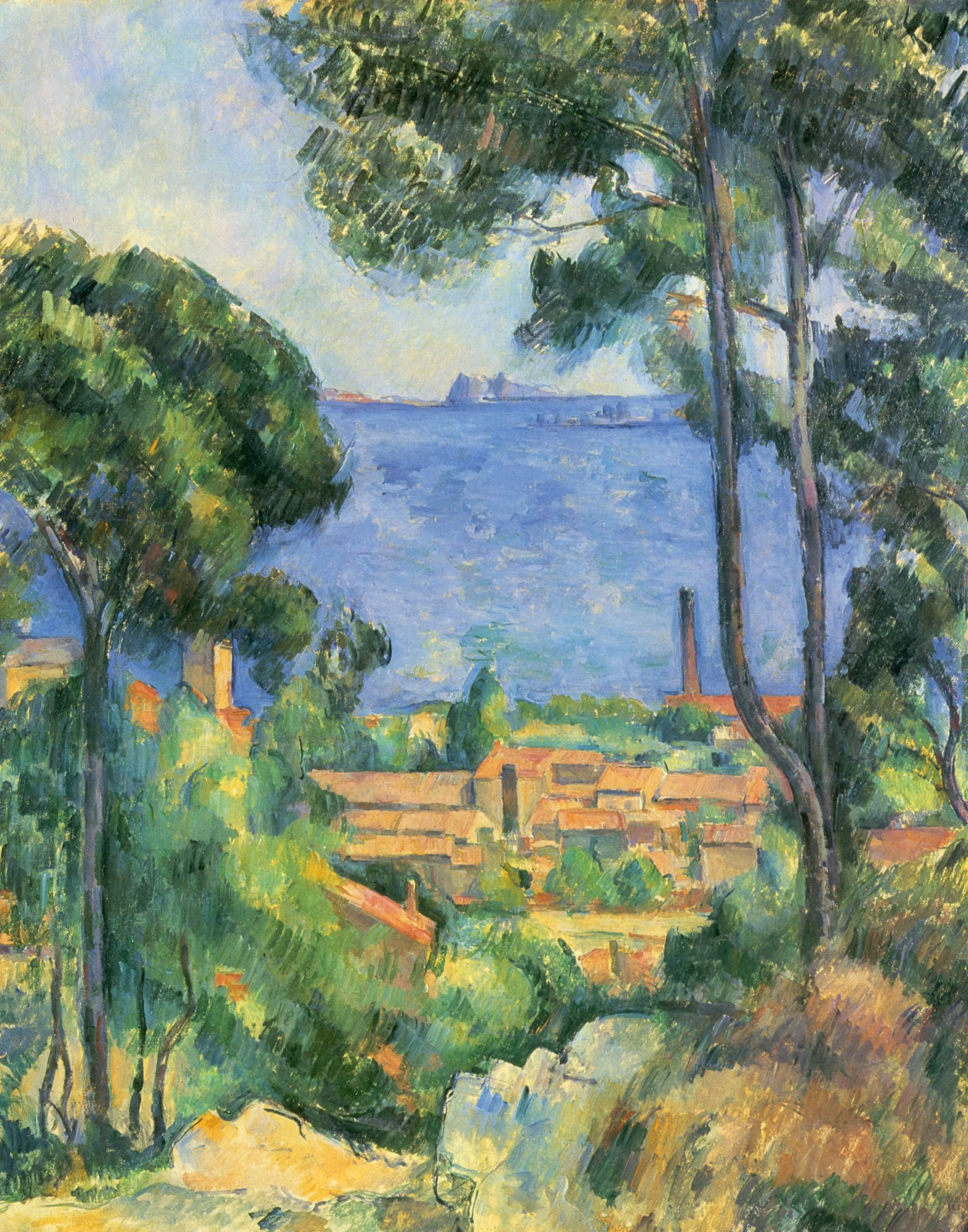
Paul Cézanne: El mar a prop de l'Estaque, el castell d'If al fons
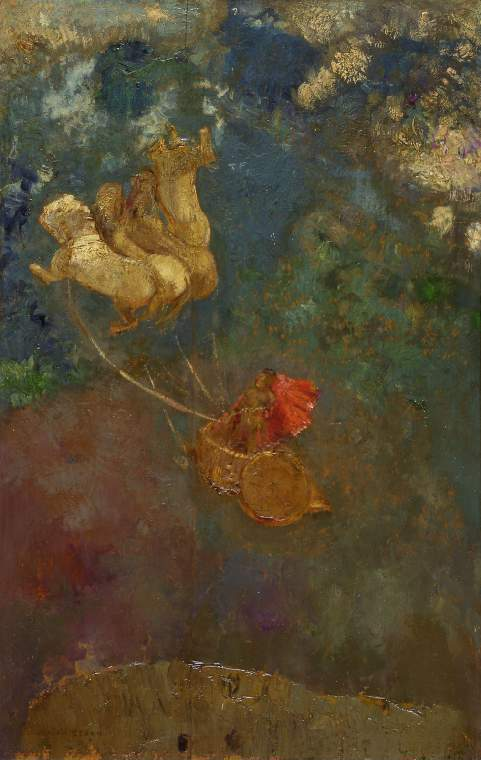
Odilon Redon: Le Char d'Apollon (1907-1910)